# Werner David
Werner David fue un escultor austriaco , nacido el año 1836 y fallecido el 1906.

## Obras
En el Edificio del Parlamento Austriaco de Viena se conservan de Werner David las siguientes estatuas: 
- la figura alegórica de la Física, (una mujer) que junto a otras estatuas adornan el tejado del edificio[2]
- la figura alegórica de la Geodesia, (un hombre) que junto a otras estatuas adornan el tejado del edificio[3]

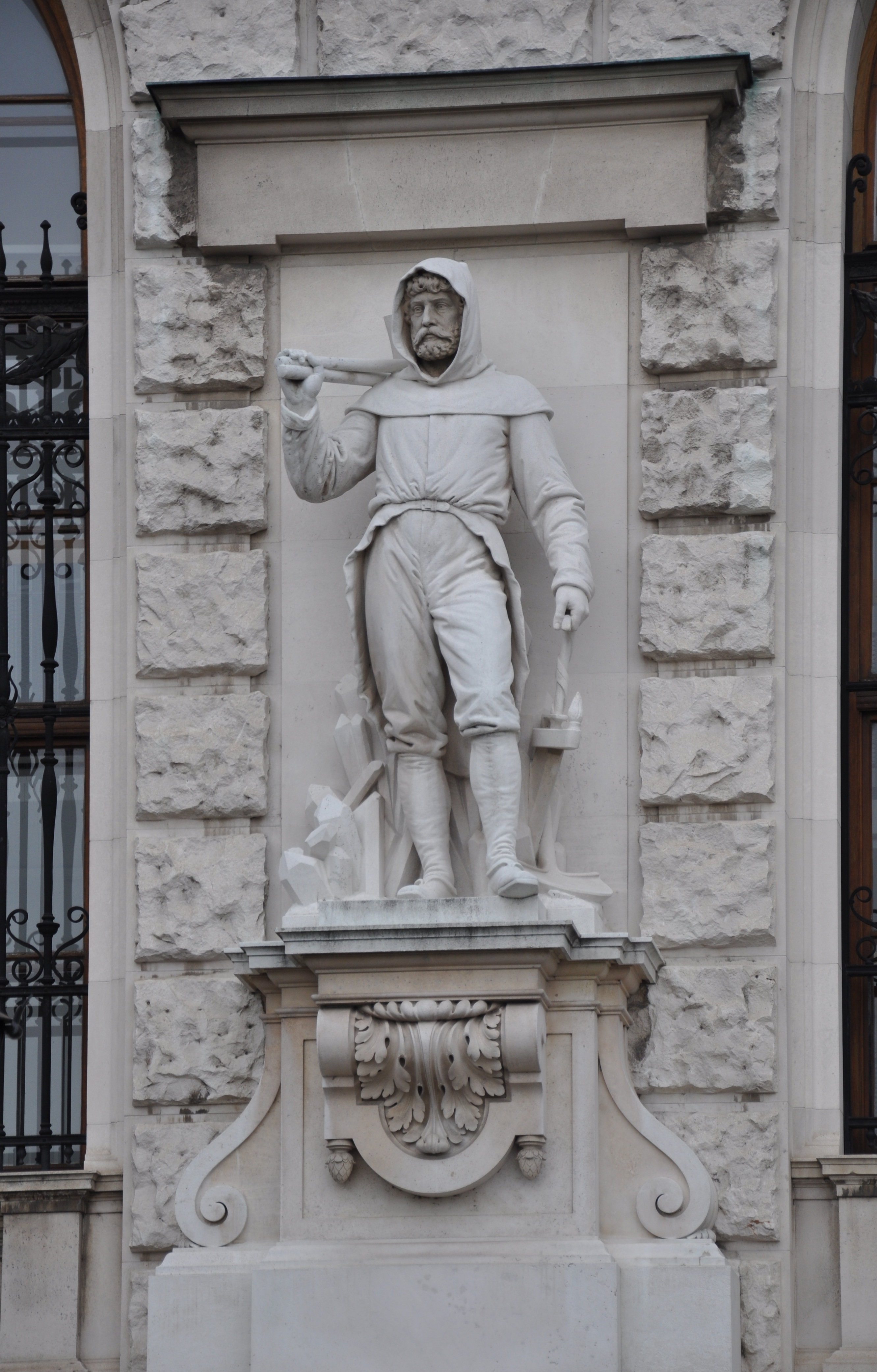
Minero, en la fachada del Neue Burg (Castillo Nuevo) de Viena.
Pulsar sobre la imagen para ampliar.

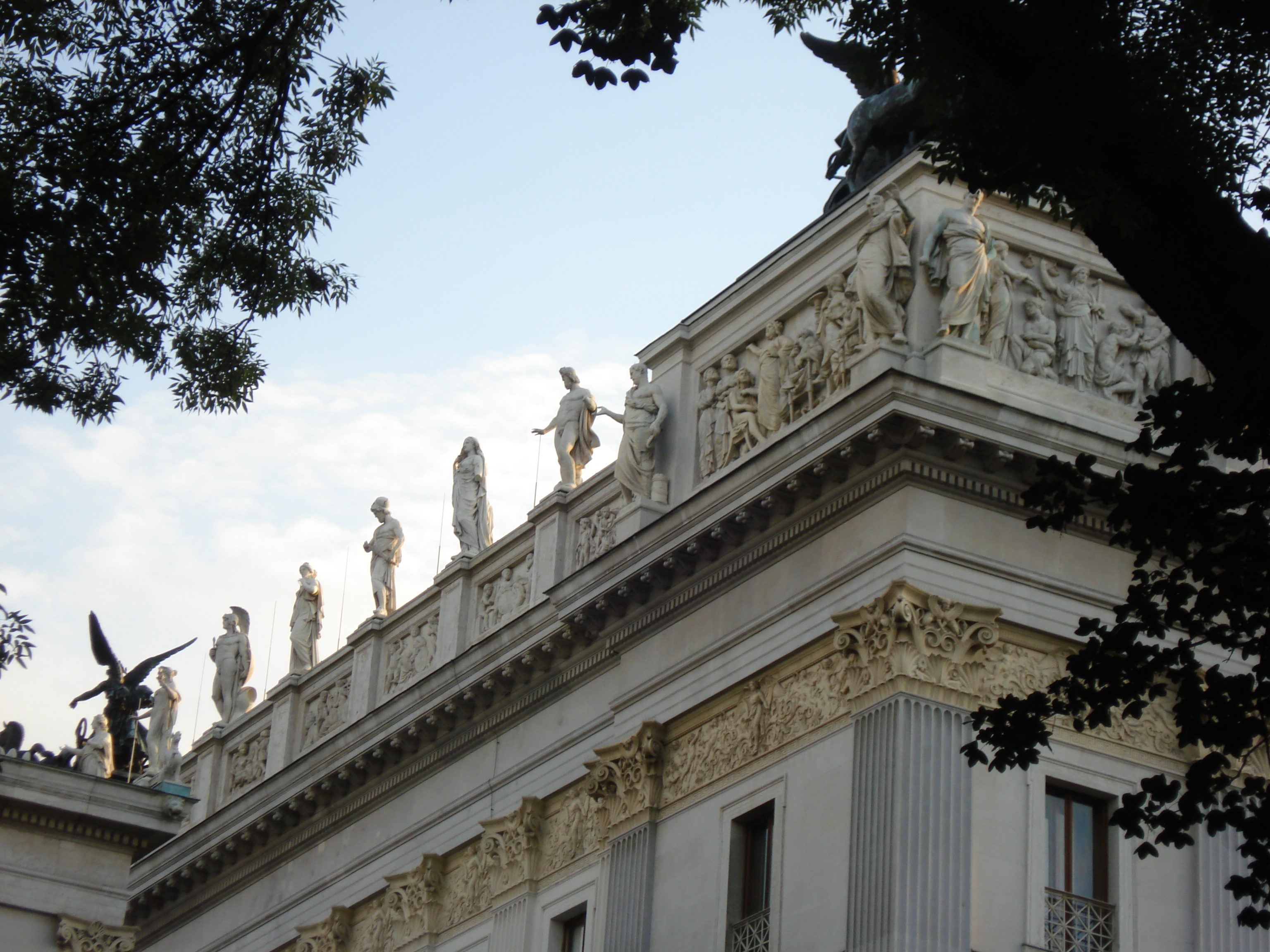
Conjunto de estatuas que adornan la cornisa del tejado del Parlamento Austriaco. Werner David es autor de dos de ellas:la física y la Geodesia.

Es el autor de una de las estatuas de la fachada principal en la Heldenplatz (Plaza de los Héroes), del edificio Neue Burg (Castillo Nuevo) de Viena. De las 20 figuras que retratan personajes de la historia de Austria, Weerner David es el autor del Minero. Esta obra data del periodo 1895-1901.